# Otto von Schell (General)
Karl Friedrich Paul Otto von Schell (* 4. Oktober 1834 in Münster; † 16. Oktober 1902 in Hannover) war ein preußischer Generalleutnant.

## Leben

### Herkunft
Die Familie von Schell war eine alte Soldatenfamilie, deren Stammreihe im Jahr 1325 beginnt. Man fand sie zunächst in Süddeutschland, seit dem Siebenjährigen Krieg auch in Preußen. Otto war ein Sohn des preußischen Premierleutnants Friedrich von Schell (1810–1849) und dessen Ehefrau Auguste, geborene von Gillhausen (1809–1884). Sein Bruder Adolf (1837–1888) stieg bis zum Generalmajor auf.

### Militärkarriere
Schell besucht zunächst die Realschule in Bochum sowie das Gymnasium in Köln und dann die Kadettenhäuser in Bensberg und Berlin. Anschließend wurde er als charakterister Portepeefähnrich dem 17. Infanterie-Regiment der Preußischen Armee überwiesen. Bis Anfang Februar 1856 avancierte er zum Sekondeleutnant und war 1859 während der Mobilmachung anlässlich des Sardinischen Krieges zum mobilen I. Bataillon im 17. Landwehr-Regiment kommandiert. Im Juni/Juli 1860 war er zur Gewehrfabrik Saarn und im Jahr darauf zum Pionier-Bataillon Nr. 7 kommandiert. Am 28. Oktober 1863 wurde Schell zum Adjutanten des I. Bataillon ernannt. Nach seiner Beförderung zum Premierleutnant stieg er am 11. Dezember 1865 zum Regimentsadjutanten auf. In dieser Stellung nahm er 1866 während des Krieges gegen Österreich an den Schlachten bei Münchengrätz und Königgrätz teil. Für sein Wirken wurde er mit dem Roten Adlerorden IV. Klasse mit Schwertern ausgezeichnet.
Nach dem Friedensschluss avancierte er am 5. März 1867 zum Hauptmann und Kompaniechef. Im Krieg gegen Frankreich führte er vom 18. Juli 1870 bis zum 28. Februar 1871 eine Kompanie beim Besatzungsbataillon Geldern und war anschließend bis zum 15. Mai 1871 Bataillonsführer. Er nahm an der Belagerung von Diedenhofen sowie am 17. Oktober 1870 am Ausfallgefecht teil. Dafür bekam er am 6. April 1872 das Eiserne Kreuz II. Klasse.
Nach dem Krieg wurde Schell am 30. April 1877 zum Major befördert und am 12. November 1878 als etatsmäßiger Stabsoffizier in das 3. Hessische Infanterie-Regiment Nr. 83 versetzt, sowie Mitte März 1882 zum Kommandeur des II. Bataillons in Kassel ernannt. Er bekam am 15. April 1884 den Charakter als Oberstleutnant und am 5. Juli 1884 das Patent zu seinen Dienstgrad. Am 14. Oktober 1884 kam er als etatsmäßiger Stabsoffizier in das 4. Badische Infanterie-Regiment „Prinz Wilhelm“ Nr. 112. Unter Stellung à la suite beauftragte man ihn am 14. Februar 1888 zunächst mit der Führung des Infanterie-Regiments „Prinz Friedrich der Niederlande“ (2. Westfälisches) Nr. 15 und ernannte ihn am 17. April 1888 mit der Beförderung zum Oberst zum Regimentskommandeur. Laut der Beurteilung Emil von Albedylls von 1890, zu jener Zeit Kommandierender General des VII. Armee-Korps in Münster, hätte sich Schell, der ab dem 4. November 1890 Kommandeur der 67. Infanterie-Brigade in Metz wurde, 
„als Regimentskommandeur um das Offizierskorps seines Regiments recht erhebliche Verdienste erworben. Er ist demselben in seiner hochachtbaren, soldatischen und überhaupt sehr sympathischen Persönlichkeit ein vortrefflicher Leiter gewesen und hat es auch verstanden, vorgefundene, nicht unerhebliche Schäden mit fester Hand zu beseitigen.“
Der Generalmajor wurde am 24. Juni 1892 Rechtsritter des Johanniterordens, erhielt am 13. Januar 1893 den Roten Adlerorden II. Klasse mit Eichenlaub und Schwertern am Ringe und am 8. September 1893 den Kronen-Orden II. Klasse mit Stern. Am 19. Dezember 1893 beförderte man ihn unter vorläufiger Belassung in seiner Stellung zum Generalleutnant und stellte ihn am 13. März 1894 mit Pension zur Disposition. Schell starb am 16. Oktober 1902 in Hannover und wurde dort beigesetzt.

### Familie
Schell heiratete am 6. Oktober 1868 in Celle Konstanze von Hugo (1844–1908). Das Paar hatte mehrere Kinder:
- Ottilie (* 1869) ⚭ 1890 (geschieden 1905) Karl Freiherr von Beaulieu-Marconnay (1866–1906), Kanzler des deutschen Flottenvereins[2]
- Karl (1870–1923), preußischer Hauptmann ⚭ 1896 Lola von Hesse-Hessenburg (* 1878)
- Martha (* 1878) ⚭ 1898 Hermann Hempel (1870–1949), preußischer Kavallerieoffizier